# Time, Place, Person
Time, Place, Person (Chinees: 時間地點人物) is een album van de Cantopopzangeres Sammi Cheng. Het is opgenomen in 1994 en uitgegeven in augustus van hetzelfde jaar.

## Tracklist
1. 時間地點人物
2. 可愛可恨
3. 熱愛島 (Remix)
4. 十誡
5. 叮噹
6. 大報復
7. 薩拉熱窩的羅密歐與茱麗葉
8. 娃娃看天下
9. 總算為情認真過
10. 衝動點唱
11. 情斷維也納
12. 其實你心裡有沒有我